# 前奏曲Op.28, No. 6 (蕭邦)

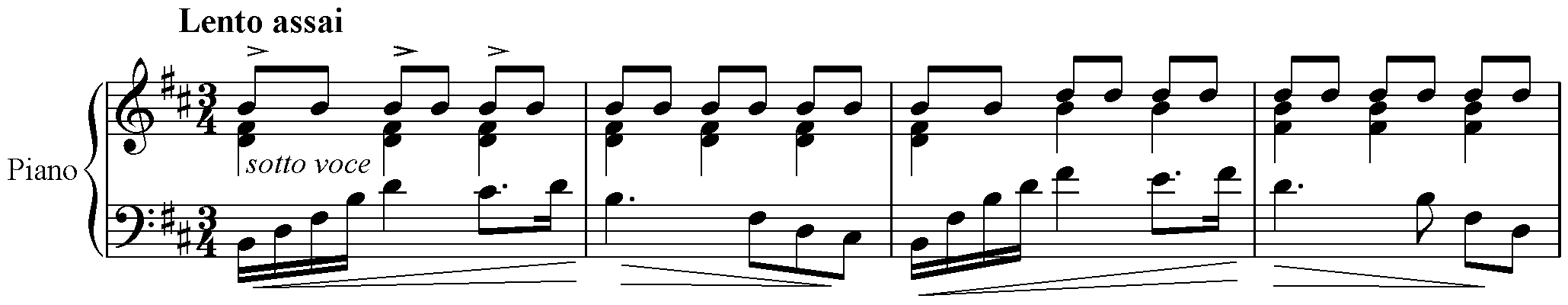
前奏曲Op. 28, No. 6

前奏曲Op. 28, No. 6為蕭邦24首前奏曲中的樂曲，為B小調，非常緩慢（Lento assai），3/4拍。此曲於蕭邦的葬禮中演奏，亦是其較著名的作品之一。
此曲主要由左手彈奏深沉的旋律（讓人聯想到大提琴的樂音），由右手彈奏不斷的類似鐘聲的音，其最高音的輕聲重複有類似回音的效果。
喬治·桑提及此曲時指它“將靈魂沉澱至可驚的沮喪中”。阿爾弗雷德·科爾托將其稱為“鄉愁”（Le mal du pays），汉斯·冯·彪罗將其稱為“喪鐘”（Tolling bells）。

## 相關樂曲
- 塔雷加 - 改編作吉他獨奏（升G小調）

## 外部連結
- 前奏曲, Op. 28：国际乐谱典藏计划上的乐谱
- 来自乌托邦计划（英语：Mutopia Project）的多种格式乐谱 （页面存档备份，存于）